# Джонсон, Амир
Амир Джалла Джонсон (англ. Amir Jalla Johnson; род. 1 мая 1987 года в Лос-Анджелесе, штат Калифорния, США) — американский профессиональный баскетболист. Играет в амплуа тяжёлого форварда и центрового. Был выбран во втором раунде под общим 56-м номером на драфте НБА 2005 года клубом «Детройт Пистонс».

## Карьера
Джонсон выл выбран на драфте 2005 года под общим 56-м номером командой «Детройт Пистонс». При заявленных данных (рост 206 см и вес 95 кг) Джонсон был задрафтован сразу же после окончания школы в Вестчестере (Лос-Анджелес), миновав колледж. При этом он собирался поступать в Университет Луисвилля. В последнем классе Амир Джонсон был выбран для участия в драфте, при этом он воспользовался поправками в правилах НБА, которые существовали до 2006 года — в этом году было принято решение выставлять американского игрока на драфт хотя бы после одного года в колледже. Тренер «Пистонс» Ларри Браун отметил выбор игрока тем, что «однажды он способен вырасти в хорошего игрока».
В сезоне 2005-06 годов в НБА Джонсон был заявлен за основной состав «Пистонс», однако принял участие лишь в трех матчах. Дебютным броском стал данк в матче против «Миннесоты» 24 января 2006 года. 27 февраля 2006 года «Пистонс» отправили игрока в команду лиги развития «Файетвилл Пэтриотс». 17 апреля этого же года Джонсона вернули в состав, и он сразу же набрал 18 очков в матче против «Милуоки Бакс», забив шесть из шести бросков с игры, два из двух трёхочковых и четыре из четырёх штрафных броска.
Джонсон провёл большую часть сезона 2006-07 в команде лиги развития «Су-Фолс Скайфорс», где неоднократно становился Лучшим игроком недели и вновь привлек к себе внимание. В 22 матчах за «Скайфорс» Джонсон в среднем за игру набирал 18,9 очков, совершал 9,7 подборов и 3,1 блок-шот при проценте попаданий 62,3 % с игры.
В сезоне 2006-07 «Пистонс» всё-таки вызвали игрока в основу, однако это произошло лишь на последней неделе регулярного чемпионата. В итоге Джонсон выходил на площадку в восьми матчах, в среднем набирая 5,9 очков, совершая 4,6 подборов и 1,6 блок-шота при проценте попаданий с игры 54,5 %. 19 апреля 2007 года Джонсон набрал рекордные в карьере показатели: 20 очков, 12 подборов (6 из них — в нападении), а также записал на свой счёт четыре блок-шота и три перехвата за 37 минут на площадке в матче против «Бостон Селтикс».
12 июля 2007 года Джонсон подписал трёхлетний контракт с «Пистонс» с правом продления, сумма составила $11 млн.
23 июня 2009 года Джонсон был продан в «Милуоки Бакс» в рамках сделки между тремя клубами. В ней также принимали участие «Сан-Антонио Спёрс» и Ричард Джефферсон. 18 августа игрок был продан в «Торонто Рэпторс» вместе с Сонни Уимсом. В обмен команда получила Карлоса Дельфино и Роко Укича.
1 июля 2010 года Джонсон подписал контракт с «Рэпторс» сроком на пять лет, сумма составила $34 млн.

## Статистика

### Статистика в НБА
| Сезон                                                                                    | Команда     | Регулярный сезон | Регулярный сезон | Регулярный сезон | Регулярный сезон | Регулярный сезон | Регулярный сезон | Регулярный сезон | Регулярный сезон | Регулярный сезон | Регулярный сезон | Регулярный сезон | Серия плей-офф | Серия плей-офф | Серия плей-офф | Серия плей-офф | Серия плей-офф | Серия плей-офф | Серия плей-офф | Серия плей-офф | Серия плей-офф | Серия плей-офф | Серия плей-офф |
| Сезон                                                                                    | Команда     | GP               | GS               | MPG              | FG%              | 3P%              | FT%              | RPG              | APG              | SPG              | BPG              | PPG              | GP             | GS             | MPG            | FG%            | 3P%            | FT%            | RPG            | APG            | SPG            | BPG            | PPG            |
| ---------------------------------------------------------------------------------------- | ----------- | ---------------- | ---------------- | ---------------- | ---------------- | ---------------- | ---------------- | ---------------- | ---------------- | ---------------- | ---------------- | ---------------- | -------------- | -------------- | -------------- | -------------- | -------------- | -------------- | -------------- | -------------- | -------------- | -------------- | -------------- |
| 2005/06                                                                                  | Детройт     | 3                | 0                | 12,9             | 70,0             | 66,7             | 100,0            | 1,3              | 1,0              | 0,0              | 0,7              | 6,7              | Не участвовал  | Не участвовал  | Не участвовал  | Не участвовал  | Не участвовал  | Не участвовал  | Не участвовал  | Не участвовал  | Не участвовал  | Не участвовал  | Не участвовал  |
| 2006/07                                                                                  | Детройт     | 8                | 0                | 15,5             | 54,5             | 0,0              | 78,6             | 4,6              | 0,4              | 0,6              | 1,6              | 5,9              | Не участвовал  | Не участвовал  | Не участвовал  | Не участвовал  | Не участвовал  | Не участвовал  | Не участвовал  | Не участвовал  | Не участвовал  | Не участвовал  | Не участвовал  |
| 2007/08                                                                                  | Детройт     | 62               | 0                | 12,3             | 55,8             | 0,0              | 67,3             | 3,8              | 0,5              | 0,4              | 1,3              | 3,6              | 8              | 0              | 5,4            | 75,0           | 0,0            | 50,0           | 1,6            | 0,1            | 0,0            | 0,4            | 2,6            |
| 2008/09                                                                                  | Детройт     | 62               | 25               | 14,7             | 59,5             | 0,0              | 65,7             | 3,7              | 0,3              | 0,3              | 1,0              | 3,5              | 3              | 0              | 4,2            | 100,0          | 0,0            | 0,0            | 1,0            | 0,0            | 0,0            | 0,3            | 0,7            |
| 2009/10                                                                                  | Торонто     | 82               | 5                | 17,7             | 62,3             | 0,0              | 63,8             | 4,8              | 0,6              | 0,5              | 0,8              | 6,2              | Не участвовал  | Не участвовал  | Не участвовал  | Не участвовал  | Не участвовал  | Не участвовал  | Не участвовал  | Не участвовал  | Не участвовал  | Не участвовал  | Не участвовал  |
| 2010/11                                                                                  | Торонто     | 72               | 54               | 25,7             | 56,8             | 0,0              | 78,8             | 6,4              | 1,1              | 0,7              | 1,2              | 9,6              | Не участвовал  | Не участвовал  | Не участвовал  | Не участвовал  | Не участвовал  | Не участвовал  | Не участвовал  | Не участвовал  | Не участвовал  | Не участвовал  | Не участвовал  |
| 2011/12                                                                                  | Торонто     | 64               | 43               | 24,3             | 57,6             | 40,0             | 69,0             | 6,4              | 1,2              | 0,5              | 1,1              | 7,1              | Не участвовал  | Не участвовал  | Не участвовал  | Не участвовал  | Не участвовал  | Не участвовал  | Не участвовал  | Не участвовал  | Не участвовал  | Не участвовал  | Не участвовал  |
| 2012/13                                                                                  | Торонто     | 81               | 38               | 28,7             | 55,4             | 38,5             | 72,7             | 7,5              | 1,5              | 1,0              | 1,4              | 10,0             | Не участвовал  | Не участвовал  | Не участвовал  | Не участвовал  | Не участвовал  | Не участвовал  | Не участвовал  | Не участвовал  | Не участвовал  | Не участвовал  | Не участвовал  |
| 2013/14                                                                                  | Торонто     | 77               | 72               | 28,8             | 56,2             | 30,3             | 63,6             | 6,6              | 1,5              | 0,7              | 1,1              | 10,4             | 7              | 7              | 27,3           | 65,4           | 0,0            | 75,0           | 6,0            | 1,0            | 0,4            | 0,6            | 11,0           |
| 2014/15                                                                                  | Торонто     | 75               | 72               | 26,4             | 57,4             | 41,3             | 61,2             | 6,1              | 1,6              | 0,6              | 0,8              | 9,3              | 4              | 2              | 27,9           | 69,0           | 0,0            | 50,0           | 7,0            | 1,0            | 0,3            | 0,8            | 11,5           |
| 2015/16                                                                                  | Бостон      | 79               | 76               | 22,8             | 58,5             | 23,3             | 57,0             | 6,4              | 1,7              | 0,7              | 1,1              | 7,3              | 6              | 6              | 22,3           | 66,7           | 0,0            | 77,8           | 7,2            | 0,7            | 0,2            | 1,3            | 8,5            |
| 2016/17                                                                                  | Бостон      | 80               | 77               | 20,1             | 57,6             | 40,9             | 67,0             | 4,6              | 1,8              | 0,6              | 0,8              | 6,5              | 14             | 9              | 10,2           | 50,0           | 33,3           | 62,5           | 2,1            | 0,2            | 0,3            | 0,4            | 2,6            |
| 2017/18                                                                                  | Филадельфия | 74               | 18               | 15,8             | 53,8             | 31,3             | 61,2             | 4,5              | 1,6              | 0,6              | 0,6              | 4,6              | 8              | 1              | 11,7           | 52,4           | 0,0            | 80,0           | 2,9            | 1,1            | 0,3            | 0,1            | 3,3            |
| 2018/19                                                                                  | Филадельфия | 51               | 6                | 10,4             | 50,3             | 30,0             | 75,6             | 2,9              | 1,2              | 0,3              | 0,3              | 3,9              | 4              | 0              | 4,9            | 100,0          | 0,0            | 0,0            | 1,3            | 0,5            | 0,3            | 0,0            | 2,0            |
|                                                                                          | Всего       | 870              | 486              | 21,1             | 57,0             | 33,2             | 67,3             | 5,4              | 1,2              | 0,6              | 1,0              | 7,0              | 54             | 25             | 13,8           | 63,7           | 11,1           | 65,4           | 3,5            | 0,6            | 0,2            | 0,5            | 4,9            |
| Наведите курсор мыши на аббревиатуры в заголовке таблицы, чтобы прочесть их расшифровку. |             |                  |                  |                  |                  |                  |                  |                  |                  |                  |                  |                  |                |                |                |                |                |                |                |                |                |                |                |

### Статистика в Джи-Лиге
| Сезон                                                                                    | Команда           | Регулярный сезон | Регулярный сезон | Регулярный сезон | Регулярный сезон | Регулярный сезон | Регулярный сезон | Регулярный сезон | Регулярный сезон | Регулярный сезон | Регулярный сезон | Регулярный сезон | Серия плей-офф | Серия плей-офф | Серия плей-офф | Серия плей-офф | Серия плей-офф | Серия плей-офф | Серия плей-офф | Серия плей-офф | Серия плей-офф | Серия плей-офф | Серия плей-офф |
| Сезон                                                                                    | Команда           | GP               | GS               | MPG              | FG%              | 3P%              | FT%              | RPG              | APG              | SPG              | BPG              | PPG              | GP             | GS             | MPG            | FG%            | 3P%            | FT%            | RPG            | APG            | SPG            | BPG            | PPG            |
| ---------------------------------------------------------------------------------------- | ----------------- | ---------------- | ---------------- | ---------------- | ---------------- | ---------------- | ---------------- | ---------------- | ---------------- | ---------------- | ---------------- | ---------------- | -------------- | -------------- | -------------- | -------------- | -------------- | -------------- | -------------- | -------------- | -------------- | -------------- | -------------- |
| 2018/19                                                                                  | Делавэр Блю Коатс | 2                | 2                | 25,6             | 63,2             | 50,0             | 50,0             | 6,0              | 0,5              | 0,5              | 0,5              | 14,0             | Не участвовал  | Не участвовал  | Не участвовал  | Не участвовал  | Не участвовал  | Не участвовал  | Не участвовал  | Не участвовал  | Не участвовал  | Не участвовал  | Не участвовал  |
|                                                                                          | Всего             | 2                | 2                | 25,6             | 63,2             | 50,0             | 50,0             | 6,0              | 0,5              | 0,5              | 0,5              | 14,0             | Не участвовал  | Не участвовал  | Не участвовал  | Не участвовал  | Не участвовал  | Не участвовал  | Не участвовал  | Не участвовал  | Не участвовал  | Не участвовал  | Не участвовал  |
| Наведите курсор мыши на аббревиатуры в заголовке таблицы, чтобы прочесть их расшифровку. |                   |                  |                  |                  |                  |                  |                  |                  |                  |                  |                  |                  |                |                |                |                |                |                |                |                |                |                |                |